# Michael Diethelm
Michael Diethelm (* 24. Januar 1985) ist ein Schweizer ehemaliger Fussballspieler.

## Karriere
Michael Diethelm startete seine Karriere im Alter von sechs Jahren in der Jugendabteilung des FC Luzern, bei dem er zwölf Jahre in verschiedenen Jugendmannschaften zubrachte. Er debütierte in der Saison 2003/04 in der Profimannschaft des FC Luzern in der Challenge League, wo er seine ersten Einsätze erhielt.
Innerhalb eines Jahres wurde er zum Stammspieler in Luzern und stieg nach der Saison 2005/06 mit der Mannschaft in die Super League auf. Mit dem Luzernern schaffte er den Klassenerhalt in der Super League und wechselte im Juli 2008 zum FC Wohlen. In der Saison 2008/09 lief er in 26 Spielen für Wohlen auf und schoss zwei Tore. Er wechselte im Jahr 2011 für ein Jahr zum SC Cham, ehe er 2012 zum FC Muri wechselte.
Diethelm wechselte im Sommer 2016 innerhalb der 1. Liga zum SC Buochs.